# Les Motos de la violence
Pour plus de détails, voir Fiche technique et Distribution.
Les Motos de la violence (The Rebel Rousers) est un film américain réalisé par Martin B. Cohen, sorti en 1970.

## Synopsis
Un gang de motards harcèle un couple qui attend par ailleurs un enfant non désiré ; mettant à profit les rivalités au sein du groupe pour la place de leader, et accessoirement le droit de cuissage sur la femme, l'homme trouve des Mexicains armés de fourches pour lui prêter main-forte.

## Fiche technique
- Titre original : The Rebel Rousers
- Titre français : Les Motos de la violence
- Réalisation : Martin B. Cohen
- Scénario : Martin B. Cohen, Abe Polsky et Michael Kars
- Photographie : László Kovács et Glen R. Smith
- Musique : William Loose
- Production : Dascha Auberbach, Rex Carlton et Martin B. Cohen
- Pays d'origine : États-Unis
- Format : Couleurs - 1,85:1 - Mono
- Date de sortie : 1970

## Distribution
- Cameron Mitchell : Paul Collier
- Bruce Dern : J.J. Weston
- Diane Ladd : Karen
- Jack Nicholson : Bunny
- Harry Dean Stanton : Randolph Halverson
- Philip Carey : Rebel